# Капитан Британия
Капитан Британия, настоящее имя Брайан Брэддок (англ. Captain Britain, Brian Braddock), также известный как Британник — супергерой комиксов издательства Marvel Comics. Создан писателями Крисом Клэрмонтом и Хербом Тримпе, и впервые появился в выпуске Сaptain Britain Weekly #1 (октябрь 1976). Созданием персонажа занимались многие авторы на протяжении многих лет, в первую очередь Крис Клэрмонт, Херб Тримпе и Алан Мур. Изначально, персонаж создавался в качестве британского аналога Капитана Америки. Наделённый сверхспособностями, которые дал ему волшебник Мерлин и его дочь Рома, Капитан Британия поклялся чтить законы Великобритании.

## Биография

### Рождение героя
Брайан Бреддок, брат-близнец мутанта-супергероини Псайлок, был талантливым ученым. Однажды в его лабораторию ворвались грабители. Силы были неравны, и Брайан решил спастись на мотоцикле. Но по дороге он не справился с управлением и рухнул с обрыва...
Юноша получил серьезные травмы и был при смерти, когда ему явился образ волшебника Мерлина. Он исцелил Брайана и предложил на выбор два талисмана: Амулет Справедливости и Меч Могущества.
Брайан выбрал Амулет Справедливости. Талисман превратил юношу в опытного воина, наделил огромной силой и ловкостью. Так Бреддок стал величайшим супергероем и защитником Британии.

### Традиционный костюм
Первый костюм Капитана Британии был сшит из ткани красно-золотой расцветки. Но во время одного из сражений он сильно пострадал. Тогда супергерой обратился к своему покровителю Мерлину, и волшебник создал новую экипировку из магических микроволокон. Так Капитан Британия стал еще сильнее и выносливее!

### Лидер супергероев
В начале своей карьеры Капитан Британия возглавлял команду супергероев Экскалибур. Среди ее участников были Люди Икс - Ночной Змей и Призрачная Кошка

## Силы и способности
Межпространственное поглощение энергии: Способности Брайана заключены в поглощаемой им межпространственной энергии, которая сконцентрирована вокруг Британских Островов всех вселенных, а также в Другом Мире. Она дает Брэддоку некоторые суперспособности.
- Сверхчеловеческая сила: Будучи в костюме, сила Брайана повышается до огромного сверхчеловеческого уровня. На пике силы Капитан Британия способен поднять до 90 тонн.
- Сверхчеловеческая выносливость: Развитая мускулатура Бреддока производит значительно меньше токсинов усталости, чем мускулатура нормального человека. Он может находиться на пике своих способностей примерно 24 часа, после чего токсины усталости начнут ослаблять его.
- Сверхчеловеческая устойчивость: Тело Брайана окружено невидимым силовым полем, которое дает ему устойчивость к физическим повреждениям. Поле позволяет Брэддоку выдерживать мощные энергетические взрывы, попадание гранатомёта, многочисленные удары сверхлюдей, перепады температуры и падения с большой высоты без каких-либо травм. Тем не менее, сила, превышающая определённый размер, способна разрушить это поле. К таким силам относится, например, удары Халка (Hulk). Несмотря на свою плотность, поле способно пропускать свет и кислород.
- Сверхчеловеческая ловкость: Скорость, баланс тела и ловкость Брайана увеличена до уровня, превышающего возможности лучших человеческих атлетов.
- Сверхчеловеческие реакции: Рефлексы Брэддока прекрасно развиты и превосходят обычный человеческий уровень.
- Сверхчеловеческие чувства: Брайан может использовать энергию, чтобы улучшить свои чувства. Он может видеть на дистанциях, превосходящих возможности любого человеческого глаза. Слух Брэддока также развит намного лучше, чем у обычных людей.
- Полёт: Брайан может использовать свои силы для полёта в воздухе на больших скоростях. Его максимальная скорость полета – 1239 км/ч (770 миль/час). Силовое поле при этом помогает Брэддоку выдерживать полёт без вреда для себя.
- Иммунитет к телепатии: Капитан Британия имеет иммунитет к любым видам телепатии

### Способности
Брайан– компетентный ученый, превосходный атлет и опытный рукопашный боец.

### Слабости
Поскольку энергия, из которой Брэддок черпает свою силу, сконцентрирована вокруг Великобритании и Другого мира, поэтому, когда Брайан удаляется от этих областей на значительное расстояние, он постепенно слабеет, если только на нём не будет надет его костюм.  Когда Капитан Британия и Меган разрушили энергетическую матрицу Другого мира по указанию Ромы, энергия, помогающая сохранять силы Брайана в Великобритании, была рассеяна. Поэтому теперь, чтобы сохранить свои силы, Брэддок должен всегда носить костюм.
На данный момент силы Брэддока зависят от его уверенности в правоте собственных действий.

## Уровень сил
Точный предел силы Капитана Британия не известен. Однако максимальный вес, который он поднимал за все время своего существования, равен 90 тоннам.

## Экипировка
Амулет Справедливости: Этот артефакт был передан Брэддоку Мерлином. Он дает Брайану сверхчеловеческую силу, ловкость, устойчивость, выносливость и реакцию. Первоначально амулет существовал как отдельный артефакт, но позже Мерлин передал его силу в костюм Капитана Британия, а после его уничтожения непосредственно в тело Брэддока.
Звездный Скипетр: Этот артефакт сделан непосредственно из посоха самого Мерлина. Он позволяет Брайану летать в течение 15 минут, а также может удлиняться и использоваться в качестве оружия.
Костюм Капитана Британии: Этот костюм первоначально повышал силу, ловкость, устойчивость, выносливость и реакцию Брэддока, а также удлинял количество времени, на протяжении которого Брайан мог летать. На данный момент он используется в качестве аккумулятора и батареи, поддерживая силы Капитана Британия и постоянно заряжая его новой энергией.

## Оружие
Экскалибур: После разрушения легендарного Меча в Камне (Sword in the Stone) Дева Озера (Lady of the Lake) даровала Королю Артуру легендарный меч Экскалибур, с помощью которого король на протяжении долгого времени защищал Камелот. За все время своего существования этот меч сменил множество владельцев, включая и Брайана. Экскалибур обладает огромной силой, которой может воспользоваться лишь истинный владелец. Любой человек, который является таковым, становится непобедимым.

## Вне комиксов

### Телевидение
- Капитан Британия был упомянут Псайлок в мультсериале «Люди Икс» 1994 года.
- Капитан Британия появляется в эпизоде «О Капитан, мой Капитан» мультсериала «Отряд Супергероев», где был озвучен Чарли Эдлером[1]. Он показан, как член «Отряда Все-Капитанов», вместе с Капитаном Америка, Капитаном Австралия, Капитаном Бразилия и Капитаном Лихтенштейн.
- Капитан Британия кратко появился в финальном эпизоде мультсериала «Marvel Anime: X-Men».
- В марте 2016 года, в британских СМИ сообщалось, что Marvel хотят запустить новый телесериал о Капитане Британия[2].

### Видеоигры
- Капитан Британия появляется в игре для Facebook «Marvel: Avengers Alliance».
- Капитан Британия появляется в играх «LEGO Marvel Super Heroes», Lego Marvel Super Heroes 2 и «LEGO Marvel's Avengers», как играбельный персонаж.

### В Англии
- Captain Britain Weekly, #1-39
- Super Spider-Man and Captain Britain, #231-253
- Hulk Weekly, #1-63
- Marvel Superheroes, #377-388
- The Daredevils, #1-11
- The Mighty World Of Marvel, volume 2, #7-1
- Captain Britain Monthly, #1-14
- Knights of Pendragon, volume one, #1-18

Издательство Panini Comics недавно переиздали материалы английской серии Captain Britain Monthly в книге Mighty World of Marvel (vol. 3). Так же новые материалы были опубликованы в 114 выпуске Spectacular Spider-Man (UK edition)

### В США
- Captain Britain and MI13 #1-15 (2008—2009)
- Excalibur: The Sword is Drawn (или Excalibur Special Edition)
- Excalibur, Vol. 1, #1-125
- Excalibur: Mojo Mayhem
- Excalibur: Weird War III
- Excalibur: The Possession
- Excalibur: Air Apparent
- Excalibur Annual, #1-2
- Excalibur #1
- Excalibur Vol. 2 #1-4 — мини-серии известны как Excalibur: Sword of Power.
- Marvel Team-Up, #65-66
- New Excalibur, #1-24 (November 2005—2007)
- New Mutants, annual #2
- X-Men Archives featuring Captain Britain (1995), #1-7. Все выпуски, кроме первого были собраны в сборнике 2003 Captain Britain.
- X-Men: Die by the Sword, #1-5 (2007)

## Критика и отзывы
- Капитан Британия занял 79 место в списке 100 лучших героев комиксов по версии IGN, "он единственный герой Marvel, на котором расписал свою ручку, принесший пользу писательскому таланту Алана Мура, персонаж получил один из самых сложных характеров во вселенной Marvel"[3].
- Капитан Британия занял 34 место в списке "100 лучших Мстителей по версии IGN"[4].